# J. Dwight Pentecost
John Dwight Pentecost (24 de abril de 1915 - 28 de abril de 2014) fue un norteamericano, cristiano fundamentalista y teólogo, conocido por su libro Eventos del Porvenir.
Pentecost fue profesor Distinguido de Exposición Bíblica y profesor Emérito del Seminario Teológico de Dallas, uno de los más honrados profesores Se graduó de un BA en el Hampden-Sydney College en 1937, y una Th.M. en 1941, y un Doctorado en Teología en 1956 del Seminario Teológico de Dallas. Durante su carrera académica fue profesor de temas bíblicos durante más de 60 años en la (Philadelphia College of Bible,, 1948-1955; en el Seminario Teológico de Dallas, 1955-2014). Sus casi veinte libros están escritos en su mayoría para el lector cristiano en general. Su carrera pastoral continuó durante este período
- Fue ordenado en Cambridge Springs, Pensilvania (Iglesia Presbiteriana) en 1941
- Pastor en la misma Cambridge Springs, Pensilvania (Iglesia Presbiteriana) 1941-1946
- Pastor en Devon, Pensilvania (Iglesia Presbiteriana de San Juan) 1946-1951
- Pastor, en Dallas, Texas (Iglesia Bíblica de la Gracia) 1958-1976

Viajó por todo el mundo, dando charlas sobre sus especializaciones. Un Festschrift, Ensayos en Honor de J. Dwight Pentecost, que se ha escrito. Editado por Stanley D. Toussaint y Charles H. Dyer. Publicado por Moody Press en enero de 1986, ISBN 0-8024-2381-7

## Escritos
Pentecost es posiblemente el más conocido por sus libros publicados, que se centran principalmente en las cuestiones de la vida cristiana y de la escatológico de las Escrituras. Pentecost fue Premilenialista y Pretribulacionalista en su teología, enfocándose en los pasajes proféticos aún no cumplidos de la literatura bíblica apocalíptica. Tenía una clara definición Dispensacionalista, sin embargo, su libro "Eventos del Porvenir" (1958), se enfoca a revisar completamente casi todos los puntos de vista sobre el tema profético bíblico, con un material que tiene cualquier forma de origen teológico.